# Lucius Fox
Lucius Fox es un personaje ficticio que aparece en los cómics estadounidenses publicados por DC Comics, comúnmente en asociación con el superhéroe Batman. Como personaje de apoyo en los cómics, actúa como gerente de negocios de Bruce Wayne en Empresas Wayne, quien administra los intereses comerciales que satisfacen las necesidades de equipos de Batman y también financian sus operaciones.
El personaje ha sido presentado en varias adaptaciones de medios. Lucius Fox fue interpretado por Morgan Freeman en la trilogía del Caballero de la Noche/El Caballero Oscuro de Christopher Nolan. Chris Chalk interpreta una versión más joven del personaje en la serie de televisión, Gotham y Simon Manyonda en la serie, Pennyworth.

## Historial de publicación
El personaje fue creado por Len Wein y John Calnan y tuvo su primera aparición en Batman N.º 307 (enero de 1979).

## Biografía ficticia
Como CEO y presidente de Empresas Wayne y de la Fundación Wayne, Lucius Fox es uno de los aliados más cercanos de Bruce Wayne. Él es un empresario e inventor con experiencia que, sin saberlo, dirige los intereses comerciales que suministran armas, aparatos, vehículos y armaduras para que Bruce Wayne las utilice cuando lucha contra el crimen como el vigilante Batman. El personaje se representa como ignorante de que Bruce Wayne es Batman.

### Carrera de negocios
Se considera que Lucius Fox tiene el "Toque de Midas", una capacidad para convertir negocios en quiebra en conglomerados exitosos, y por lo tanto es un hombre de negocios muy solicitado en todo el mundo corporativo. Se llama a Fox a la fallida Empresas Wayne y aporta un equilibrio a las finanzas privadas y comerciales de Bruce Wayne. En Batman Confidential, se le muestra al frente del proyecto que produjo el prototipo que se convertiría en el Batwing. También gestiona los datos de la Fundación Wayne mientras Bruce dicta las políticas generales de la organización. Desde entonces, Fox ha sido abordado una y otra vez por otras compañías que buscan su experiencia. Después de superar el desafío original de devolver a Empresas Wayne a su antigua gloria, Fox eligió quedarse, habiendo recibido una libertad sin igual en la empresa.
En Batman: Haunted Knight (de Jeph Loeb y Tim Sale en 1996) se explica que Fox fue rescatado de unos ladrones por un joven Bruce Wayne mientras estaba en París. Más tarde, Fox le pregunta si quiere comenzar una fundación de caridad, a lo cual Bruce accede muchos años después al decidir que no todo su dinero debe consagrarse a combatir el crimen.
Bruce Wayne, en su identidad de Batman, fundó los Marginales para rescatar a Fox del Barón Bedlam. Cuando más tarde Fox sufre un derrame cerebral, Bruce se asegura de que Fox reciba la mejor atención posible y lo apoye a él y a su familia.

### Vida familiar
Con su esposa Tanya, Lucius tiene varios hijos, todos ellos introducidos en los cómics en diferentes etapas a lo largo de los años. La hija de Fox, Tam, es presentada en Red Robin. Su padre la envía a localizar a Tim Drake personalmente, solo para descubrir su identidad secreta como Red Robin y participar en sus conflictos con la Liga de Asesinos. Durante un tiempo se creyó que Fox estaba muerto, pero esto era un truco para ayudar a combatir a sus enemigos.
La hija más joven de Fox, Tiffany, apareció por primera vez en Batman (vol. 1) # 308 (1979), pero no fue explorada sustancialmente hasta el reinicio de la continuidad de DC de The New 52 en 2011, que la reintrodujo junto con sus hermanos en Batwing # 22. La historia futura alternativa que se muestra en Batgirl: Futures End (2014) muestra que Tiffany crece para ser una protegida de Bárbara Gordon, convirtiéndose en una de varias mujeres en usar el apodo de Batgirl, con un Batitraje con acento rosado.
Antes de The New 52, Lucius tuvo un hijo llamado Timothy cuya delincuencia ocasional avergonzaba a su padre. En la continuidad de New 52, su hijo se llama Lucas "Luke" Fox, un prodigio intelectual y artista marcial mixto que, sin el conocimiento de su padre, fue seleccionado y entrenado por Bruce Wayne para convertirse en el vigilante conocido como Batwing usando un Batitraje de alta tecnología diseñado por su padre. Tanto Luke como su predecesor como Batwing, David Zavimbe, son agentes de la organización internacional de lucha contra el crimen Batman Incorporated.
Después de que Bruce Wayne anuncia su apoyo público a Batman Inc., Fox se vuelve activo y le suministra los prototipos de investigación y recursos de la compañía.

## Versiones alternativas

### Universo Anti-materia
Una versión alternativa de Fox se muestra en el universo Anti-materia (que reside en Sindicato del Crimen). En este universo, Fox es un jefe de pandilla blanco que cuenta con el respaldo de la CSA, a cambio de esparcir el miedo en Gotham City y buscar a Owlman.

### Batman Beyond
En la serie de cómics Batman Beyond, el hijo de Lucius, Lucius Fox Jr., sirve como personaje secundario. Fusionó su compañía, Foxteca, con Wayne Enterprises como Wayne Incorporated, y se convirtió en el socio comercial de Wayne.

### Batman: Tierra uno
En la novela gráfica Batman: Tierra uno, de Geoff Johns y Gary Frank, Fox es un interno de 22 años en Wayne Medical, con la esperanza de desarrollar una prótesis avanzada para su sobrina de 5 años. Después de reparar el estallido de Bruce Wayne, deduce que Batman es el multimillonario después de ver al vigilante usando el mismo dispositivo en las noticias. Creyendo que la cruzada de Wayne es por nobles intenciones, Fox acepta su papel como desarrollador de equipos para Batman y luego comienza a hacer algunos batarangs para él. A partir del Volumen Dos, Fox es promovido como jefe de Investigación y Desarrollo de Wayne Enterprises; él le proporciona a Wayne un traje de baño blindado y está encargado de construir el Batmobile.

### Convergencia
Durante la historia de Convergence, Pre-Crisis Gotham City está atrapada bajo una cúpula misteriosa. Fox se alía con los visitantes Superman y Supergirl, quienes habían sido despojados. Con la ayuda de S.T.A.R. Labs, el trío reconstruyó el proyector Zona Fantasma en un esfuerzo un tanto exitoso para atravesar la cúpula y ayudar a los ciudadanos atrapados de Gotham. Sus esfuerzos son amenazados por los criminales de la Zona Fantasma y un ejército de simios invasores.

### Injusticia
Durante la historia previa del videojuego Injustice 2, se revela antes de la muerte de Lex Luthor a manos de Superman durante su misión suicida, luego de la derrota de Superman, Lucius fue llamado por Lex para darle un mensaje a Batman, como su victoria contra Superman. finalmente está cerca, a pesar del noble sacrificio de Lex, con sus fortunas ahora bajo la responsabilidad de Batman desde que Superman le quitó la mayor parte de las fortunas de la familia Wayne. A veces, después de la derrota de Superman, Lucius precede el deseo de Luthor por Batman.

## Apariciones en otros medios

### Televisión

#### Animación
- Lucius Fox fue interpretado por Brock Peters en Batman: La serie animada y luego por Mel Winkler en Las nuevas aventuras de Batman. Sus apariciones son consistentes con Fox como amigo y gerente de negocios de Bruce Wayne. Fox parece no saber sobre el alter ego de Bruce a lo largo de la serie. Su papel más grande se ve en el episodio de dos partes "Feat of Clay", donde Matt Hagen intenta matarlo bajo la apariencia de Bruce Wayne y bajo las órdenes de Roland Daggett. Fox, que sobrevive con heridas graves, implica a Bruce en el intento, y lo llevan para interrogarlo. Al final del episodio, se borra el nombre de Bruce, y Fox dice estar encantado con el conocimiento de que Bruce no era su atacante. Fox también se desempeñó como el mejor hombre de Bruce durante su malograda boda en "Química". En el episodio "Old Wounds", se lo ve con Alfred y Bárbara Gordon asistiendo a la graduación universitaria de Dick Grayson, junto con el propio hijo de Fox, Joseph.
- En un episodio temprano de Batman del futuro, "Black Out", Lucius Fox tiene un hijo, Lucius Jr., que no aparece en la serie de televisión. En una conversación entre Bruce Wayne y el villano Derek Powers, se revela que Lucius Jr. era un vicepresidente de Empresas Wayne antes de que Powers se hiciera cargo de la compañía y lo despidiera. Esto provocó que Lucius Jr. formara su propia compañía de tecnología, Foxteca, que pronto se convierte en un blanco de sabotaje corporativo por parte de Inque, actuando bajo la dirección de Powers. Bruce advierte a Powers que detenga el sabotaje, ya que la familia Fox tiene vínculos de larga data con los Wayne.
- Lucius Fox apareció en las dos partes de The Batman, "The Joining", el cierre de la cuarta temporada, con voz a cargo de Louis Gossett, Jr.. Esta versión está basada en la de Batman Begins, incluyendo su historia como amigo de Thomas Wayne. Fox conoce la identidad de Batman (aunque aquí este conocimiento es explícito, y no implícito como en Begins) y lo ayuda a diseñar la mayor parte de su arsenal junto con la construcción de la Batcueva debajo de la Mansión Wayne. Él, Robin, Batgirl y J'onn J'onzz, juegan un papel fundamental ayudando a Batman a vencer a los robots alienígenas conocidos como "El Encuentro". Lucius vuelve a aparecer al comienzo de la quinta temporada en "The Batman/Superman Story", donde le da a Batman una nueva versión del Bat-bot (que luego es utilizado para enfrentar a Superman, quien estaba siendo controlado mentalmente) y suministra a Robin un cinturón cohete.
- Lucius Fox aparece como profesor en Super Hero High en DC Super Hero Girls, con la voz de Phil LaMarr.
- Lucius Fox aparece en Harley Quinn, nuevamente con la voz de Phil LaMarr. Aparece en el episodio de la temporada 2 "Batman's Back Man", cuando Bruce le asigna la tarea de construir un traje de murciélago de alta tecnología para compensar las lesiones que sufrió en el final de la primera temporada.

#### Acción en vivo
- Un joven Lucius Fox aparece en Gotham, interpretado por Chris Chalk.[14] Aparece por primera vez en "El yunque o el martillo", donde el corrupto ejecutivo de Empresas Wayne Sid Bunderslaw lo presenta a un joven Bruce Wayne. Él le dice a Bruce que su padre es "un hombre muy cauteloso" y "un verdadero estoico" antes de enviarlo en su camino.[15] Esta pista ayuda a Bruce a descubrir la vida secreta de su padre. Más tarde, Fox reapareció en la segunda temporada del programa y Bruce le pide que arregle la computadora que Alfred destruyó con los secretos y la investigación de Empresas Wayne. Fox confirmó que la computadora puede ser reparada pero tomará un tiempo.[16] En "Rise of the Villains: Worse Than a Crime", Lucius Fox emerge de la habitación secreta para decirle a Bruce y Alfred que arregló la computadora solo para encontrarlos allí y que había señales de una lucha. Lucius informa que el capitán Nathaniel no se encuentra con ellos. Barnes, que hace una excepción a la parte de "presentar un informe de personas desaparecidas en 24 horas". Cuando se reveló que la policía había traído a Alfred, Lucius estaba presente cuando Alfred mencionó que fue atacado por Tabitha Galavan mientras expresaba su sospecha. Theo Galavan es el responsable. Edward Nygma más tarde avisó a Lucius Fox, Alfred Pennyworth y Harvey Bullock sobre dónde se está recuperando James Gordon. Mientras Gordon, Bullock, Pennyworth, la pandilla de Oswald Cobblepot y Selina Kyle fueron a rescatar a Bruce Wayne de Theo Galavan y la Orden Sagrada de San Dumas, Lucius avisó a Nathaniel Barnes sobre dónde se puede encontrar a Bruce Wayne. En "Wrath of the Villains: Mr. Freeze", James Gordon y Harvey Bullock se reúnen con Lucius Fox en un restaurante y le preguntan sobre cualquier investigación criogénica realizada por Empresas Wayne. Les dice que Empresas Wayne realizó una investigación criogénica hasta que Thomas Wayne la cerró por razones de las que Lucius no fue informado. En "Mad City: Better to Reign in Hell...", Lucius Fox dejó la empresa Wayne y se convirtió en un experto científico en el Departamento de Policía de Gotham City.
- Lucius Fox es mencionado con frecuencia por su hijo Luke en Batwoman. Se menciona que murió cinco años antes del inicio del programa. En el episodio "A Narrow Escape", se reveló que Tommy Elliot apuntó a Lucius Fox para sus diarios de Empresas Wayne. El sicario, ex oficial de policía y actual agente de los Cuervos Miguel Robles, le disparó a Lucius en una tienda de conveniencia y lo encubrió durante años hasta que Luke y sus aliados resolvieron el caso y lo arrestaron. Cuando Magpie consigue uno de los diarios del gánster de Tommy, Johnny Sabatino, contacta para Alice, Mouse descubre que está escrito en códigos. Por "Un secreto guardado de todos los demás", Alice y Mouse fueron capaces de descifrar los códigos que derribarían a Batman al obtener las gafas especiales de Lucius Fox.

### Cine
- Kevin Michael Richardson da voz a Lucius Fox en Batman: Gotham Knight (que tiene lugar entre Batman Begins y The Dark Knight) dentro del segmento "Prueba de campo". El segmento confirma que Lucius aún no conoce la identidad secreta de Batman. Un accidente que involucra un nuevo sistema de guía electromagnética giroscópica del satélite WayneCom le da a Fox la idea de crear un dispositivo con el giro del satélite con un sensor de sonido avanzado que desviará electromagnéticamente el fuego de las armas pequeñas. Bruce Wayne toma el dispositivo y asiste a un torneo de golf de caridad organizado por el desarrollador Ronald Marshall. Después de romper una pelea entre la mafia de Sal Maroni y la mafia rusa como resultado, uno de los agentes resultó herido por el dispositivo, Batman devuelve el dispositivo a Fox, diciendo: "... funciona muy bien. Estoy dispuesto a arriesgar mi vida para hacer lo que tengo que hacer. Pero Tiene que ser mío, de nadie más".
- Fox aparece en la película Batman: Bad Blood, con la voz de Ernie Hudson.[17] Allí, su hijo sospecha que Empresas Wayne podría estar conectado a Batman donde era más probable que crearan tecnología para él. Cuando se enfrenta a su padre, los dos son interrumpidos por el clon Heretic de Damian Wayne y su pandilla. Lucius se ve obligado a dejarlos entrar en la bóveda que contiene Bat Tech con Luke como rehén y luego es apuñalado por Heretic. Pasa el resto de la película en un hospital solo para despertarse durante las escenas finales de la película.
- En el guion original de Batman v Superman: Dawn of Justice, titulado World's Finest, Fox originalmente iba a hacer una aparición. Su muerte y la destrucción de Empresas Wayne habrían llevado a Batman de su retiro a su lucha contra el crimen.[18]

#### The Dark Knight Trilogy

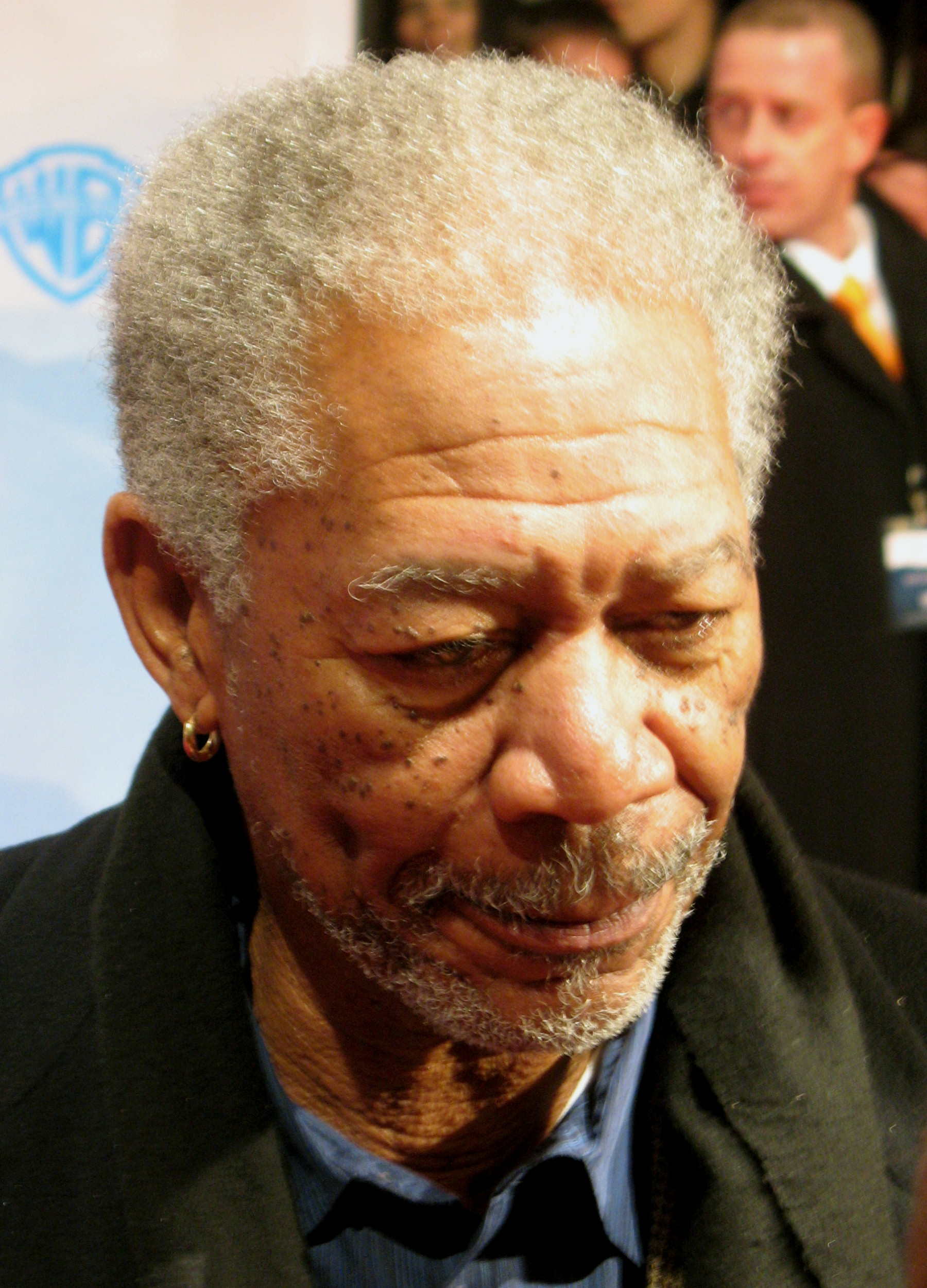
El actor Morgan Freeman interpreta a Lucius Fox en su versión fílmica.

- En Batman Begins, Lucius Fox fue interpretado por Morgan Freeman. Fox es un jefe de investigación y amigo del difunto padre de Bruce Wayne, Thomas Wayne, quien es degradado por el director Ejecutivo de Empresas Wayne, William Earle, a la división de Ciencias Aplicadas, que implica la supervisión de los suministros de los proyectos de investigación y prototipos abortados de Empresas Wayne. Al regresar al negocio, Bruce Wayne entabla una amistad rápida que le permite reclutar a Fox, excepto a su armero por sus actividades de Batman. Fox demuestra ser valioso en este papel, incluso cuando Earle lo despide. Respecto a la identidad de Bruce como Batman, le dice a Bruce: "[Si] no quieres decirme exactamente lo que estás haciendo ... cuando me preguntan, no tengo que mentir. Pero no pienses en mí. como un idiota". Fox tarde descubre la verdadera identidad de Bruce través de Alfred Pennyworth, que hace un llamamiento a Fox al rescate de Bruce después de que él es asaltado por la toxina del miedo de El Espantapájaros. Al final de la película, Bruce, que obtuvo el control mayoritario de las acciones de Empresas Wayne, despide a Earle y convierte a Fox en el director Ejecutivo de la compañía.
- En The Dark Knight, con Freeman retomando su papel, se reconoce que Fox es plenamente consciente de la identidad secreta de Bruce como Batman, aunque ninguno de los dos lo expresa abiertamente, por lo que puede retener la negación plausible si un extraño pone dos y dos. juntos. Fox participa activamente en una capacidad de apoyo como armero de Bruce, diseñando un nuevo Batitraje diseñado para una movilidad más eficiente y que puede resistir a los perros, aunque también hace que Bruce sea vulnerable a los cuchillos y los disparos. Cuando Empresas Wayne negocia un acuerdo con Lau, un propietario de inversiones que también es contador de la mafia de Gotham, Bruce y Fox miran los libros y deciden que el negocio de Lau es ilegal en función de sus ganancias. Con Harvey Dent y el teniente James Gordon necesita a Lau con vida para encontrar dónde ha escondido el dinero de la mafia, Bruce hace un viaje a Hong Kong y Fox lo acompaña para que parezca que solo han ido allí para cancelar las negociaciones con la compañía de inversiones de Lau. Cuando Batman usa la tecnología de sonar de teléfonos celulares de Fox para crear un sistema de computadora que pueda espiar a toda la ciudad para encontrar al Joker, Fox dice que él ayudará solo esta vez, pero que renunciará inmediatamente después. Después de que la policía arresta al Joker, Fox escribe su nombre en el sistema según las instrucciones de Batman y la computadora se autodestruye. Fox se aleja sonriendo, evidentemente habiendo retirado su amenaza de renunciar.
- En The Dark Knight Rises, con Freeman una vez más retomando su papel, Fox es el presidente de una empresa casi arruinada de Empresas Wayne, y la miembro de la junta directiva de Empresas Wayne, Miranda Tate, asume el cargo de presidente y director ejecutivo. Él pone al solitario Bruce al tanto del mal estado de las finanzas de la compañía, que casi se han evaporado después de que una gran inversión en un proyecto de reactor de fusión abortado no dio resultado gracias a John Daggett. Fox muestra a Bruce en la división de Ciencias Aplicadas una vez más, "por los viejos tiempos", presentándole el nuevo vehículo aéreo que ha apodado "The Bat", además de otros nuevos dispositivos que ha desarrollado. Después que Bane toma el control de Gotham City, Fox pasa gran parte del período de intervención de tres meses escondido en la propiedad de Empresas Wayne con sus compañeros de trabajo. Bane y sus hombres atacan las Empresas Wayne y matar a los soldados de las fuerzas especiales que se infiltraron en la ciudad de Gotham, mientras que redondeando los empleados de Empresas Wayne a la espera de juicio espectáculo del Espantapájaros. Cuando Batman regresa, se deja capturar como Bruce Wayne para que Selina Kyle pueda colarse, eliminar a los guardias y sacar a Fox. Fox intenta ayudarlo a desarmar el núcleo de fusión recién armado, esperando en la cámara del reactor que Batman lo devuelva. Miranda Tate, quien fue la responsable del proyecto en primer lugar, se revela como Talia al Ghul como ella inunda la cámara para hacer imposible la reinstalación del núcleo. Fox logra escapar. Después de que Batman arrastra el núcleo lejos de Gotham y explota en el mar, Fox cree que Bruce Wayne está muerto y su patrimonio se divide para cubrir sus deudas, mientras que el resto se entrega a Alfred Pennyworth, a excepción de la Mansión Wayne. Mientras investigaba las formas en que podría haber arreglado el piloto automático de "The Bat", Fox se entera de que Bruce lo había arreglado él mismo seis meses antes. Entonces se da cuenta de que Bruce sigue vivo.

### Videojuegos
- Morgan Freeman repitió su papel de Lucius Fox en el videojuego Batman Begins.
- Lucius Fox aparece en DC Universe Online, con la voz de Leif Anders.
- Fox aparece en Injustice 2, con la voz de Phil LaMarr. Es parte de los esfuerzos de Bruce Wayne por reconstruir Metrópolis y Gotham City después del régimen de Superman, y alienta a Bruce a ampliar su círculo de confianza ya que no puede estar solo en sus esfuerzos.

#### Lego Batman
- Lucius Fox es un personaje jugable en la versión Nintendo DS de Lego Batman y sus piezas se pueden encontrar en la función de creación de personajes en la versión de otras consolas del juego.

#### Batman: Arkham
- Lucius Fox es referenciado en Batman: Arkham Asylum. Se lo menciona como el respetado inventor de las puertas de seguridad donadas por Wayne Tech ubicadas alrededor de la Isla Arkham para proteger al equipo de seguridad y otros reclusos.
- Fox es referenciado nuevamente en Batman: Arkham City. Alfred Pennyworth afirma que Fox ha fabricado una cura para la enfermedad de Titán, pero esto se reveló como una alucinación creada por Sombrerero Loco. También se menciona que él sabe sobre el impulso de prototipo de reja, ya que afirma que aún no está listo.
- Fox hizo su primera aparición en Arkham en Batman: Arkham Knight, con la voz de Dave Fennoy. Aparece en diferentes momentos de la historia ayudando con las necesidades técnicas de Batman. Batman incluso puede visitarlo en la Torre Wayne. También aparece en la búsqueda secundaria de "Amigo en necesidad" donde es capturado por Hush (disfrazado de Bruce Wayne) antes de ser salvado por Batman. En el contenido del contenido descargable, se revela que tras la supuesta muerte de Bruce Wayne, Lucius ahora es propietario de todas las Empresas Wayne.

#### Batman: The Telltale Series
- Lucius Fox aparece en Batman: The Telltale Series, con Dave Fennoy retomando el papel de la serie Arkham. Al igual que los cómics, él es un empleado de Empresas Wayne y la fuente principal para muchos de los dispositivos y tecnología de Batman. También es plenamente consciente de que Bruce Wayne es el vigilante, habiéndose puesto al lado de él para ayudar a que la ciudad sea más segura para sus hijos. Cuando la junta directiva de Empresas Wayne retira a Bruce como CEO y lo reemplaza con Oswald Cobblepot, puede irse para continuar trabajando en la tecnología de Batman o quedarse para vigilar al criminal. Lucius también ayuda a Bruce a localizar a los Hijos de Arkham después de que secuestran a Alfred.
- Lucius aparece en la secuela de Batman: The Enemy Within, expresada de nuevo por Fennoy. La hija de Lucius, Tiffany (expresada por Valarie Rae Miller) comienza a trabajar en Empresas Wayne y Lucius intenta sugerirle a Bruce que podría ser una aliada valiosa. Bruce le pide a Lucius un favor para descifrar el significado de un rompecabezas de Riddler. El rompecabezas resulta ser una señal de homing que lleva a la muerte de Lucius cuando un misil golpea su oficina. Su muerte deja a muchos sacudidos, Bruce se vuelve más decidido a detener a Riddler, el estado mental ya frágil de Alfred se ve sometido a un mayor esfuerzo y Tiffany busca desesperadamente la claridad de por qué murió su padre. En el episodio 5, se revela que Tiffany mató a Riddler para que ella pueda vengar la muerte de su padre. Dependiendo de las elecciones de la jugadora, si no sabe la verdad, puede ser enviada a prisión sin hablar con ella, o dejar a Gotham con la agencia; sin embargo, si sabe la verdad, cortará todos los lazos con Bruce y esconderse para evitar el arresto, o ella se unirá felizmente a Bruce para convertirse en su nueva compañera e inventora, mientras expone su crimen en sus términos.